# Spadochron wieloczaszowy

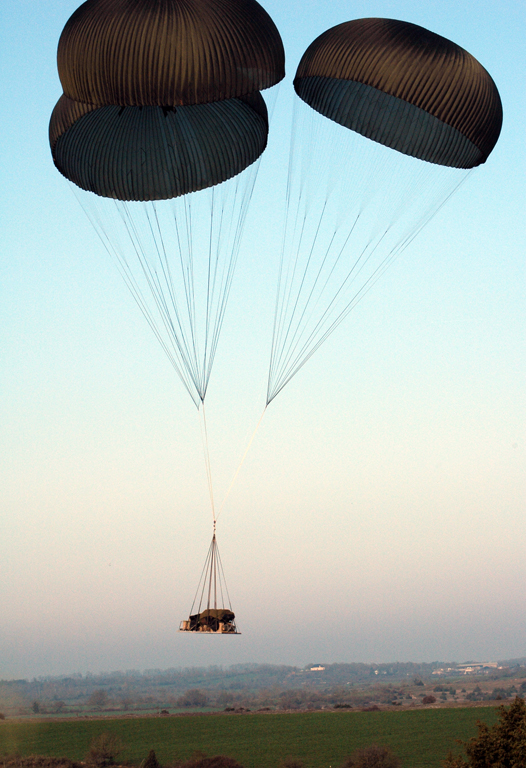
Spadochron wieloczaszowy

Spadochron wieloczaszowy – spadochron o dwóch lub więcej czaszach, stanowiących niepodzielną całość, połączonych olinowaniem zakończonym jedną wspólną uprzężą. Przykładem może być spadochron wieloczaszowy Witta. Zaliczany jest do spadochronów towarowych.